# Francisco Núñez (bokser)
Francisco Núñez (ur. 5 października 1924, zm. 31 sierpnia 1987 w La Placie) – argentyński bokser, mistrz igrzysk panamerykańskich i dwukrotny olimpijczyk.
Wystąpił w wadze piórkowej (do 58 kg) na igrzyskach olimpijskich w 1948 w Londynie, gdzie wygrał kolejno z Benoyem Bose z Indii, Manuelem Videlą i Eduardem Kerschbaumerem z Austrii. W półfinale pokonał go Dennis Shepherd ze Związku Południowej Afryki, a w pojedynku o brązowy medal Aleksy Antkiewicz. Núñez został sklasyfikowany na 4. miejscu.
Zwyciężył na igrzyskach panamerykańskich w 1951 w Buenos Aires w wadze piórkowej po zwycięstwie w finale nad Chilijczykiem Augusto Carcamo.
Na igrzyskach olimpijskich w 1956 w Melbourne odpadł po pierwszej walce w wadze lekkiej (do 60 kg); pokonał go późniejszy brązowy medalista Anatolij Łagietko ze Związku Radzieckiego.